# ماریو آمندولا
ماریو آمندولا (ایتالیایی: Mario Amendola؛ ۸ دسامبر ۱۹۱۰ – ۲۲ دسامبر ۱۹۹۳) یک کارگردان فیلم، فیلم‌نامه‌نویس و نویسنده اهل ایتالیا بود.

## فیلم‌شناسی
- دوست یک گنج است
- جو موزفروش
- رؤیای زورو
- گرگ و بره
- علاءالدین
- فردها و زوج‌ها
- گربه و سگ
- ریمینی ریمینی
- یک توپ و یازده مرد
- ایتالیای کوچک
- راهزن دمشق
- چشم، چشم بد، جعفری و رازیانه
- ریمینی ریمینی - یک سال بعد
- بکش یا بمیر
- دارم یه قایق تفریحی می‌گیرم
- به زور مال من
- نشان تو چیست؟
- مسالینا، مسالینا!
- سوداگر
- سربازان و سرجوخه‌ها
- ایزابلا، دوشس شیاطین
- دکامرون ممنوعه
- هزار و یک شب ایتالیایی